# I'm Watch
I'm Watch е ръчен часовник с пригодена версия на Android (1.6).
Създаден е през 2011 г. от италианската компания Blue Sky s.r.l. като нововъведение в бижутерската индустрия.
I'm Watch позволява свързване чрез Bluetooth с iPhone 4, всички Android устройства, Windows Phone 7 (WP7) и BlackBerry, както и използване на множество Android приложения – проверяване на поща, достъп до профил в социалните медии, прогноза за времето, изпращане на sms, приемане на обаждания и много други.

## Спецификации
- i.MX233 процесор (ARM926EJ-S)
- 64 MB RAM
- 4 GB Flash
- 1.54″ 240 на 240 пиксела (220 ppi)
- Bluetooth 2.1 + EDR
- Standby 48 часа с изключен Bluetooth
- Standby до 30 часа с включен Bluetooth
- Време на разговор 2 часа
- Тежест – 70 гр. (титаниев модел)

## Цени
Цената на серията I'm Watch часовници варира в зависимост от материала на изработка. Моделите, изработени от титан, се продават на цена от около 1200 лв., докато изработените от бяло, розово или жълто злато струват приблизително 20 000 лв.